# Colchicină
Colchicina este un protoalcaloid toxic din grupa derivaților de tropolonă. Este un compus toxic de origine vegetală care se află în Brândușa de toamnă (Colchicum autumnale).

## Utilizare
Este un medicament folosit în primul rând în tratamentul atacurilor acute de gută, dar și în profilaxia lor secundară în perioada de inducție a tratamentelor de fond cu viză hipouricemiantă. Se mai folosește în afectarea inflamatorie acută din Condrocalcinoză (Pseudogută), în Febra mediteraneeană familială precum și în cazuri selecționate ale altor boli autoimune (Amiloidoză, Sindrom  Behcet, Ciroză hepatică, Pericardită recurentă, Artropatia din Sarcoidoză).
A mai fost folosită cu rezultate variabile în vasculite cutanate necoritizante,  Sindromul Sweet (Dermatoza acută neutrofilică) și în afectarea cutanată din Sclerodermie.
Codul său în clasificarea actuală ATC este M04AC01.
Ca și citostatic este utilizată numai în cazurile extreme de neoplazii fără o altă alternativă.
Este o substanță albă, amorfă, fotolabilă (se descompune în prezența luminii), termolabilă, din această cauză necesitând a fi ținută la întuneric și în frigider. Este foarte mult folosită în lucrările de cercetare genetică datorită efectelor pe care le are, fiind de asemenea o substanță naturală.

## Proprietăți
Colchicina are o acțiune antimitotică, cu alte cuvinte împiedică diviziunea celulară, în anafază, prin frânarea  formării fibrilelor celulare.
Efectele colchicinei au fost studiate în diviziunea mitotică (C-mitoza) atât cât și în diviziunea meiotică (C-meioza).
Efectele colchicinei se produc doar asupra fusului de diviziune (fus acromatic sau fus nuclear), cromozomii nefiind afectați structural și funcțional. Aceste deranjamente se pot încadra în 3 tipuri:
- Blocarea totală a fusului de diviziune (fenomen denumit statmocineză);
- Blocarea parțială a fusului de diviziune (fenomen denumit merostatmocineză);
- Perturbarea orientării normale a fusului de diviziune (fenomen denumit tropocineză).

## Diviziunea mitotică aflată sub influența colchicinei
Profaza nu este influențată de către colchicină, astfel ea nefiind cu nimic deosebită de o profază normală, în schimb toate celelalte faze ale ciclului mitotic sunt schimbate total, căpătând denumirea de pseudo-faze.
1. Pseudo metafaza (C-metafaza) - în această fază cromozomii suferă o spiralizare maximă devenind din ce în ce mai vizibili la microscop. Ei nu se mai pot grupa în partea mediană a celulei și nu mai pot forma placa metafazică. Cromatidele fiecărui cromozom se distanțează puternic una fața de cealaltă, rămânând totuși unite între ele prin intermediul centromerului, astfel încât cromozomul prezintă forma unei litere X.
2. Pseudo anafaza (C-anafaza) - în această fază cromozomii clivează (se despică) longitudinal, formându-se astfel perechi de cromozomi mono-cromatidieni. Acești cromozomi nu mai migrează către polii celulei ci rămân paralel unii fața de alții, sugerând o formă de „perechi de schiuri”.
3. Pseudo telofaza (C-telofaza) - în această fază cromozomii monocromatidici rămân inchiși în interiorul aceluiași nucleu care se formează la sfârșitul diviziunii. Acest nucleu poartă denumirea de nucleu de restituție și, din punct de vedere genetic, este un nucleu poliploid.

Dacă se pornește de la o celulă diploidă, tratamentul cu colchicină va determina formarea unei celule tetraploide. Dacă celulele sunt tratate în continuare cu colchicină se va realiza o nouă dublare a numărului cromozomilor, celula trecând din stadiul tetraploid în cel octoploid.
Dacă tratamentul cu colchicină este oprit vom constata ca celula revine la diviziunea normală cu ajutorul fusului acromatic, formându-se 2 celule fiice însă tot tetraploide sau octoploide, etc.

## Utilizarea colchicinei în citogenetică
Colchicina este agentul cel mai folosit în laboratoarele de citogenetică pentru realizarea cariotipului.